# André Bac
Pour les articles homonymes, voir Bac.
André Bac (de son vrai nom André Joseph Adrien Bachrich) est un directeur de la photographie français né le 14 décembre 1905 dans le 9e arrondissement de Paris, ville où il est mort le 1er juin 1989 dans le 13e arrondissement.

## Biographie
Fils de Charles Bachrich et de Marie-Élise Fournier, deux artistes dramatiques, il est connu pour son association avec les réalisateurs Claude Autant-Lara dans les années 1950 et Yves Robert dans les années 1960. Photographe reporter de métier, il se lance définitivement dans le cinéma après la Seconde Guerre mondiale avec le film Le 6 juin à l'aube de Jean Grémillon.

## Filmographie partielle
- 1933 : L'Assommoir de Gaston Roudès
- 1934 : La Maison du mystère de Gaston Roudès
- 1934 : Flofloche de Gaston Roudès
- 1935 : Lune de miel, de Pierre-Jean Ducis
- 1936 : Les Mutinés de l'Elseneur de Pierre Chenal
- 1937 : L'Homme de nulle part de Pierre Chenal
- 1937 : Les Réprouvés de Jacques Séverac
- 1938 : Ça... c'est du sport de René Pujol
- 1939 : Le jour se lève de Marcel Carné
- 1939 : Louise d'Abel Gance
- 1940 : Marseille mes amours de Jacques Daniel-Norman
- 1946 : Les Portes de la nuit de Marcel Carné
- 1946 : Le 6 juin à l'aube de Jean Grémillon
- 1949 : Les Noces de sable d'André Zwobada
- 1949 : Occupe-toi d'Amélie de Claude Autant-Lara
- 1949 : Le Mystère de la chambre jaune de Henri Aisner
- 1949 : Le Point du jour de Louis Daquin
- 1951 : L'Auberge rouge de Claude Autant-Lara
- 1952 : La neige était sale de Luis Saslavsky
- 1953 : Le Bon Dieu sans confession de Claude Autant-Lara
- 1955 : Double destin de Victor Vicas
- 1955 : Maître Puntila et son valet Matti de Alberto Cavalcanti
- 1958 : Le Naïf aux quarante enfants de Philippe Agostini
- 1958 : Tant d'amour perdu de Léo Joannon
- 1958 : Les Cinq Dernières Minutes, épisode La Clé de l'énigme de Claude Loursais (TV)
- 1960 : Liberty Bar, téléfilm français de Jean-Marie Coldefy
- 1960 : Du côté de l'enfer de Claude Barma (téléfilm)
- 1960 : Le Dialogue des carmélites de Philippe Agostini
- 1960 : La Famille Fenouillard d'Yves Robert
- 1961 : Le Cirque de Calder de Carlos Vilardebó (court métrage)
- 1961 : La Guerre des boutons de Yves Robert
- 1961 : Les Cinq Dernières Minutes, épisode Cherchez la femme de Claude Loursais (TV)
- 1961 : Le Nain de Pierre Badel
- 1963 : Bébert et l'Omnibus d'Yves Robert
- 1963 : Carambolages de Marcel Bluwal
- 1965 : Les Copains de Yves Robert
- 1965 : Dom Juan ou le Festin de Pierre de Marcel Bluwal (TV)
- 1968 : La Double inconstance de Marcel Bluwal (TV)
- 1970 : Le Tribunal de l'impossible : Un esprit nommé Katie King de Pierre Badel (TV)
- 1971 : Les Nouvelles Aventures de Vidocq de Marcel Bluwal

## Source
1. ↑  Archives de Paris 9e, acte de naissance no 1431, année 1905 (avec mention marginale de décès) (page 21/30)
2. ↑  Jean Tulard, Dictionnaire du cinéma, tome 2